# Ishotellet i Jukkasjärvi

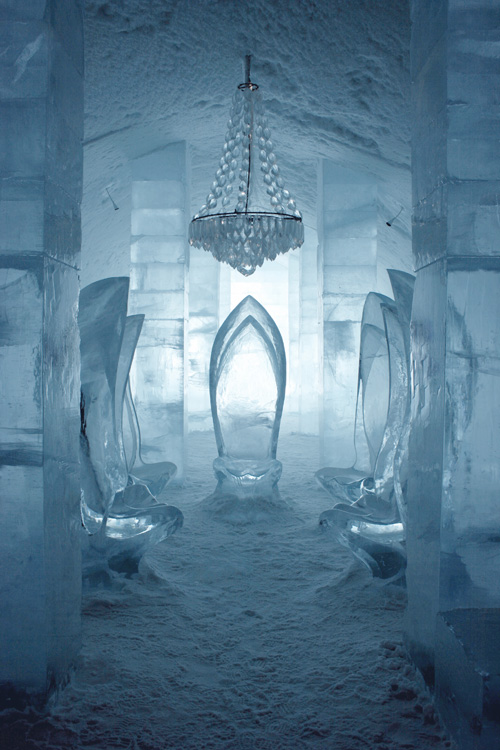
Pelarsalen i Ishotellet i Jukkasjärvi 2007 med skulpturer av Jörgen Westin.

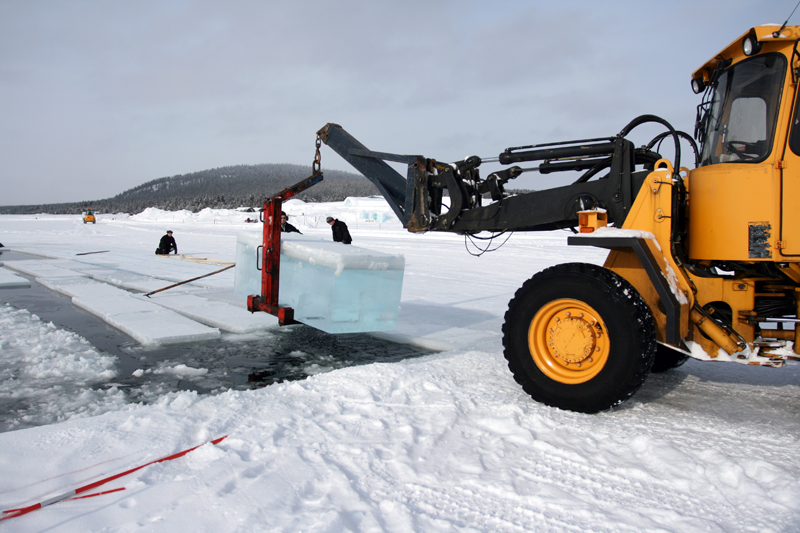
Upptagning av isblock på Torne älv

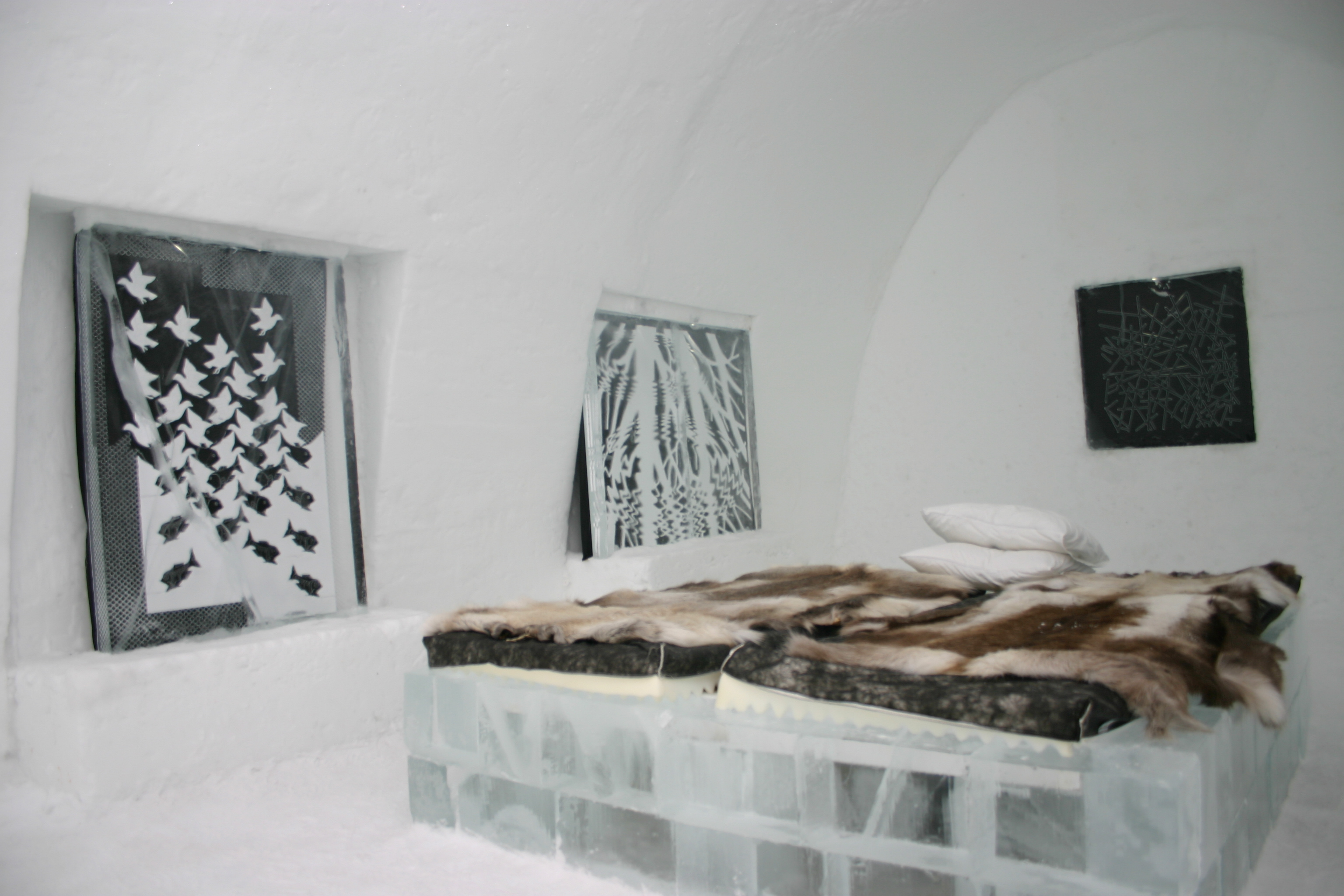
Hotellrum

Ishotellet i Jukkasjärvi, Icehotel, är världens första ishotell och en turistattraktion. Hotellet anläggs varje vinter vid Torne älvs strand och ut över isen i Jukkasjärvi, drygt två mil öster om Kiruna.

## Bakgrund
Företaget Icehotel AB grundades 1990 av Yngve Bergkvist. År 1989 besökte japanska iskonstnärer Jukkasjärvi och skapade en utställning av iskonst. Inspirerade av de japanska konstnärererna som skulpterade i is bjöd man 1990 in konstnären Jannot Derid att hålla vernissage i en specialkonstruerad igloo med namnet Artic Hall.) som byggts upp mitt på Torne älv. En natt fanns det inga rum tillgängliga i Jukkasjärvi, så några av besökarna bad om tillstånd att övernatta i utställningshallen. De sov i sovsäckar på utbredda renskinn - de första gästerna på "hotellet".

## Hotellet
Ishotellet i Jukkasjärvi är känt för att vara världens största hotell av is och snö. Hotellet, som spänner över cirka 5 500 kvadratmeter, är byggt av snö och is från Torne älv. Hotellets arkitektur ändras varje år.
I mars varje år tas is från Torne älv och lagras i en närliggande produktionshall med plats för över 10 000 ton is och 30 000 ton snö. Isen används för att bygga en stark struktur för byggnaden och cirka 1 000 ton används vid konstruktion av hotellet. Snön sprutas med snökanoner över stora metallformar och får sedan frysa. Efter ett par dagar, när snön och isen är frusen och hårt packad, dras formarna bort och kvar står en labyrint av fristående korridorer. Väggar byggs in i korridorerna, som skiljer rummen och sviterna från varandra. Isblocken, som skördades i mars, transporteras nu in i hotellet där konstnärer från hela världen börjar att skapa former av isen. För att kunna bygga hotellet och kvalitetssäkra byggnationen utförs bygget i fem steg. Då en sektion av hotellet är klar, öppnas denna för besökare och övernattande gäster. En första sektion står klar första helgen i december och varje vecka därefter öppnas en ny sektion, fram till dess att hela hotellet är färdigställt i januari. Då hotellet är färdigt, finns en bar, kyrka, samt rum och sviter för över 100 gäster. 
Hotellet har tidigare funnits endast säsongmässigt, mellan december och april. På våren har konstruktionen smält. Sedan 2017 erbjuder hotellet ett året runt-öppethållande med hjälp av kylteknik.
Ishotellet har angivits som ett av Sveriges sju underverk.

### Iskyrkan
Iskyrkan drivs av Jukkasjärvi församling, Svenska kyrkan, och är resultatet av ett nära samarbete mellan Jukkasjärvi församling och Icehotel. Kyrkan överlämnas från Icehotel till församlingen vid juldagsgudstjänsten varje år. Under en period i Iskyrkan vigs eller välsignas cirka 140 par och det döps omkring tjugotalet barn (de flesta barnen är bosatta i församlingen eller har föräldrar som är bördiga från församlingen).
Karakteristiskt för en vigsel i Iskyrkan är kylan, stillheten och a cappella-sång. Initiativtagare var kyrkoherden Jan-Erik Kuoksu och hans fru Lisbeth Salomonsson. Kuoksu arbetade som ensam präst i Iskyrkan de första fjorton åren med frun som kyrkvärd. 
Ishotellet förrättar även borgerliga vigslar genom sin vigselkoordinator.

### Isbarerna

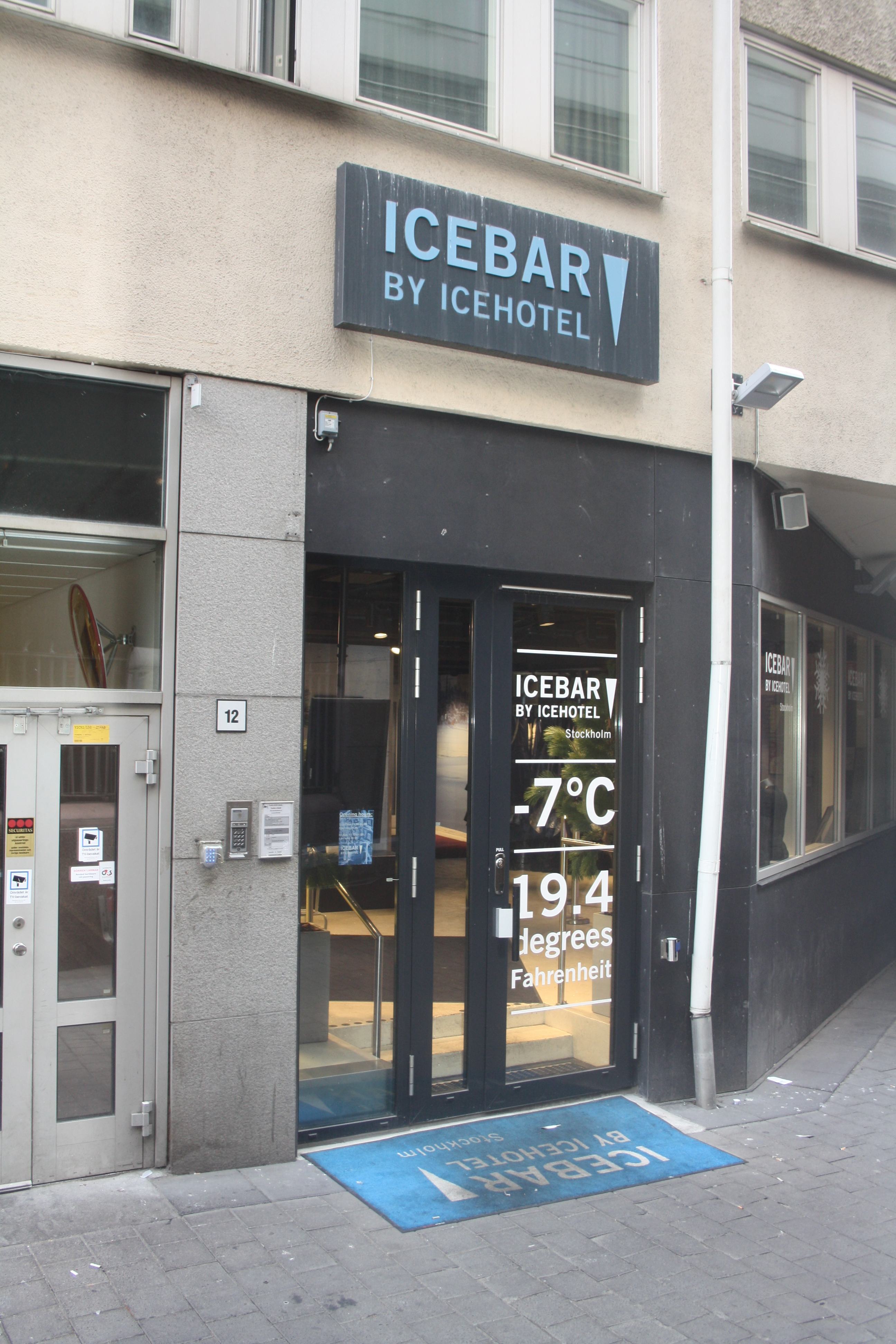
Icebar i Stockholm

Icehotel AB sökte under början och mitten av 1990-talet efter lämpliga samarbetspartners och Yngve Bergqvist kom snart att tänka på Absolut Vodka. Den första isbaren öppnades i Jukkasjärvi 1994, och idag finns konceptet också i London och Stockholm.
Flera uppmärksammade händelser kring ishotellet har sedan dess initierats av Absolut Vodka. År 1994 förlades en reklamfotografering till Jukkasjärvi med fotografen Herb Ritts. Modellerna Kate Moss, Naomi Campbell, Mark Findlay och Marcus Schenkenberg fotograferades omgivna av is iförda kreationer av modedesignern Gianni Versace.
Barernas gäster får vodkan serverade i glas gjorda av is från Torne älv, ofta beskrivet som en drink ”in the rocks”. 
Icebar by Icehotel är ett franchisekoncept för isbarer. Konceptet lanserades våren 2009 i och med öppnandet av Icebar CPH by Icehotel i Köpenhamn. Baren följdes i juni samma år av Icebar Tokyo by Icehotel i Tokyo och en kort senare av Icebar Oslo by Icehotel i Oslo.

## Fotogalleri

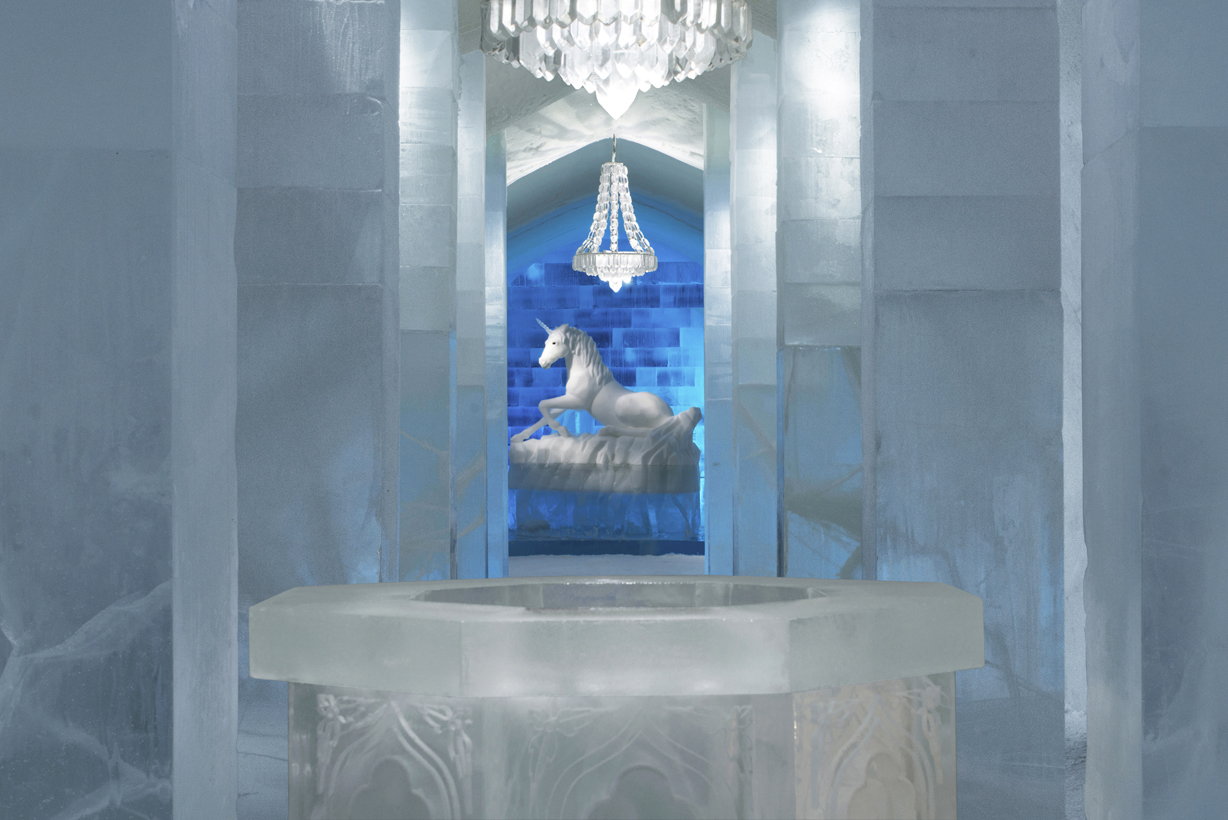
Pelarsalen, formgiven av Alessandro Falca och AnnaSofia Mååg
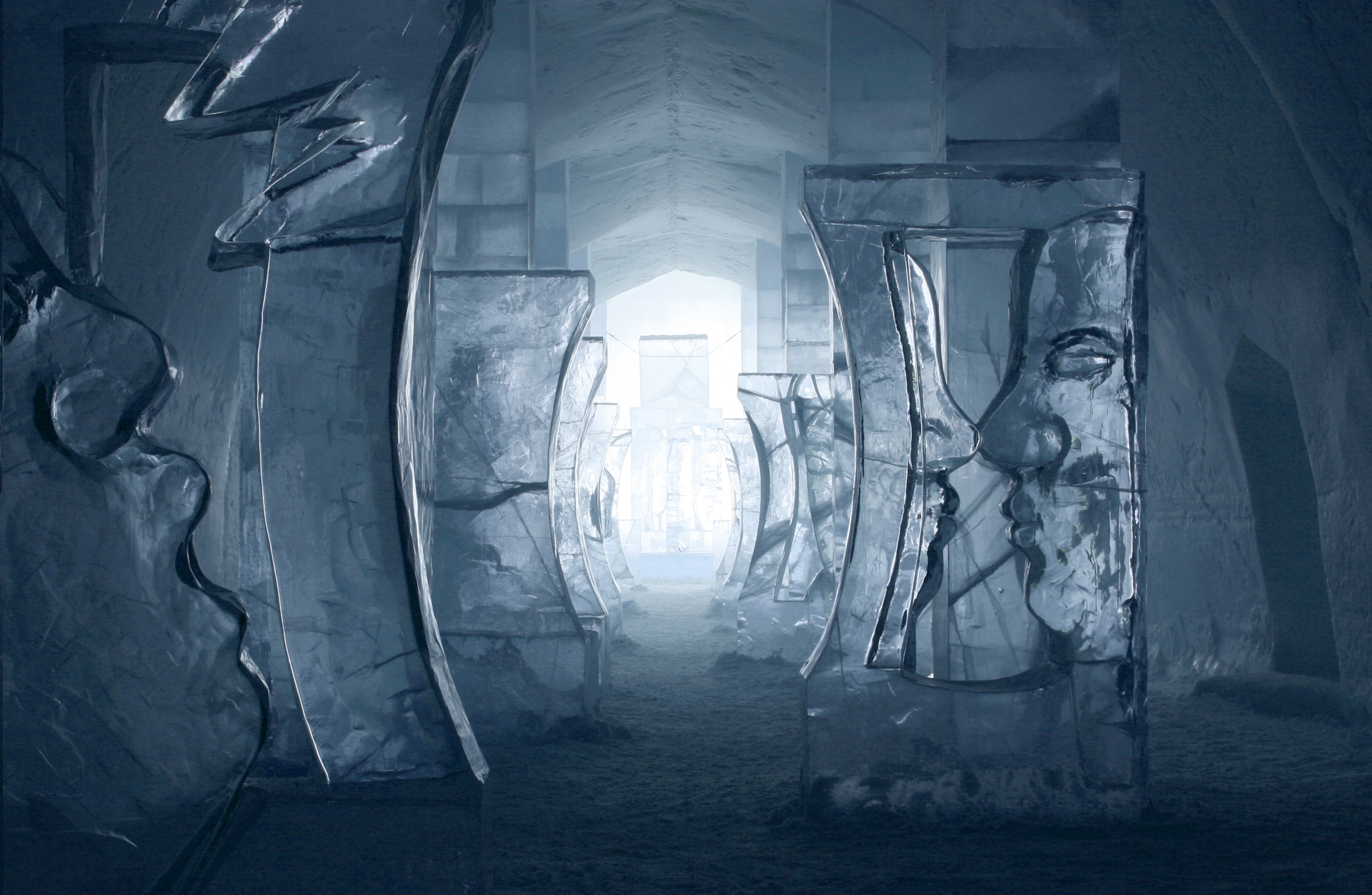
Pelarsalen med skulpturer av Lena Kriström
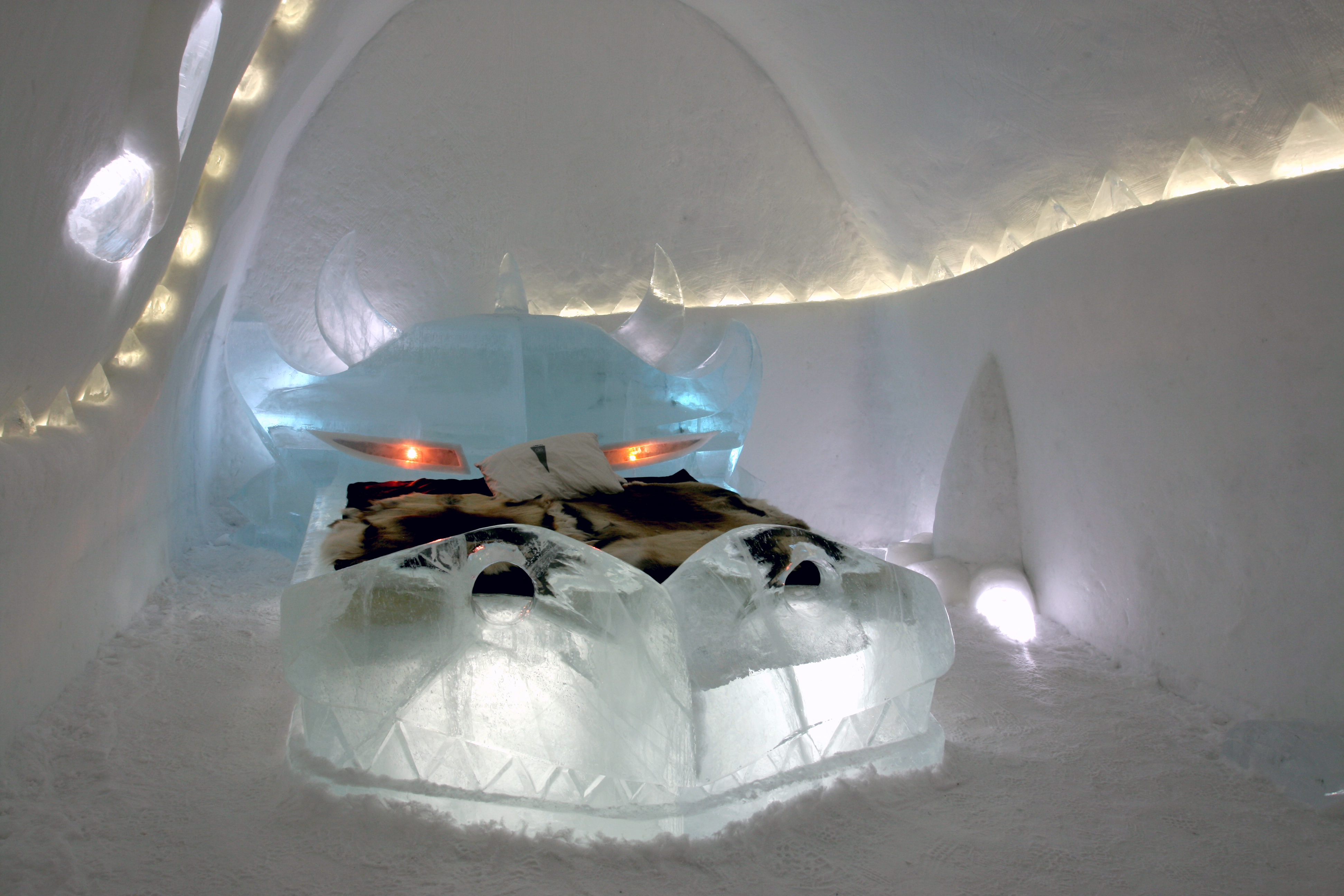
Sviten "The Banished Dragon" av Valli Schafer och Barra Cassidy
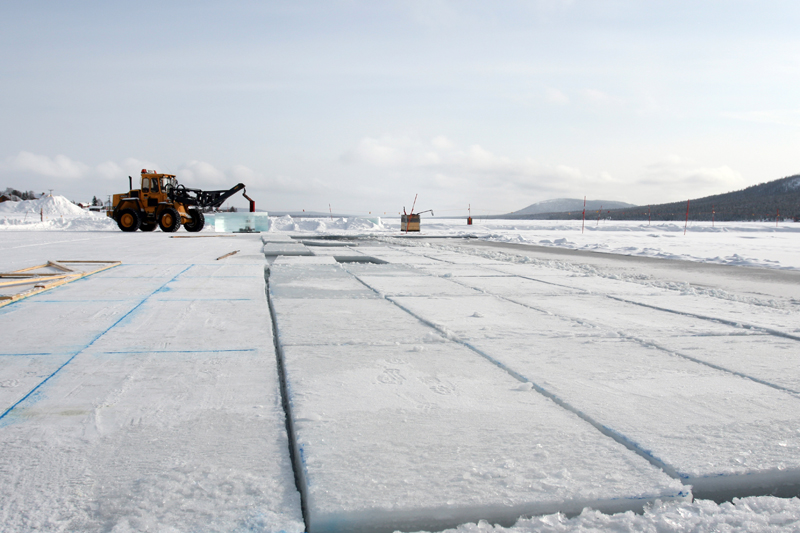
Upptagande av is från Torne älv.